# ردفان (بروم ميفع)

'

تعديل مصدري - تعديل

ردفان هي إحدى قرى عزلة ميفع بمديرية بروم ميفع التابعة لمحافظة حضرموت، بلغ تعداد سكانها 794 نسمة حسب تعداد اليمن لعام 2004.